# Eupsophus insularis
Eupsophus insularis är en groddjursart som först beskrevs av Philippi 1902.  Eupsophus insularis ingår i släktet Eupsophus och familjen Cycloramphidae. IUCN kategoriserar arten globalt som akut hotad. Inga underarter finns listade i Catalogue of Life.